# Renato Vrbičić
Renato Vrbičić (ur. 21 listopada 1970 w Szybeniku, zm. 12 czerwca 2018 tamże) – chorwacki piłkarz wodny, zdobywca srebrnego medalu igrzysk olimpijskich w Atlancie. Zmarł we śnie na atak serca. Został pochowany 14 czerwca 2018 na cmentarzu Kvanj w Szybeniku.